# Saison 7 de X-Files : Aux frontières du réel
Chronologie
Saison 6 Saison 8
Cet article présente le guide des épisodes de la septième saison de la série télévisée américaine X-Files : Aux frontières du réel.

## Distribution

### Acteurs principaux
- David Duchovny (VF : Georges Caudron) : l'agent spécial Fox Mulder
- Gillian Anderson (VF : Caroline Beaune) : l'agent spécial Dana Scully

### Acteurs récurrents
- Mitch Pileggi (VF : Jacques Albaret) : le directeur adjoint Walter Skinner (11 épisodes)
- William B. Davis (VF : Jacques Brunet) : l'homme à la cigarette (4 épisodes)
- Tom Braidwood : Melvin Frohike (3 épisodes)
- Dean Haglund : Richard Langly (3 épisodes)
- Bruce Harwood : John Byers (3 épisodes)
- Rebecca Toolan : Teena Mulder (3 épisodes)
- Nicholas Lea : l'agent Alex Krycek (2 épisodes)
- John Finn : Michael Kritschgau (2 épisodes)
- Mimi Rogers : Diana Fowley (2 épisodes)

## Épisodes

### Épisode 1:La Sixième Extinction,1repartie
- États-Unis : 7 novembre 1999 sur FOX
- France : 7 septembre 2000 sur M6

- États-Unis : 17,82 millions de téléspectateurs (première diffusion)

- Mitch Pileggi : Walter Skinner
- Mimi Rogers : Diana Fowley
- John Finn : Michael Kritschgau
- Michael Ensign : Dr. Barnes
- Warren Sweeney : Dr. Harriman

### Épisode 2:La Sixième Extinction,2epartie
- États-Unis : 14 novembre 1999 sur FOX
- France : 7 septembre 2000 sur M6

- États-Unis : 16,15 millions de téléspectateurs (première diffusion)

- Mitch Pileggi : Walter Skinner
- William B. Davis : l'homme à la cigarette
- Nicholas Lea : Alex Krycek
- Mimi Rogers : Diana Fowley
- John Finn : Michael Kritschgau
- Floyd Westerman : Albert Hosteen
- Rebecca Toolan : Teena Mulder
- Jerry Hardin : Gorge profonde
- Megan Leitch : Samantha Mulder

### Épisode 3:Appétit monstre
- États-Unis : 21 novembre 1999 sur FOX
- France : 14 septembre 2000 sur M6

- États-Unis : 16,17 millions de téléspectateurs (première diffusion)

- Chad Donella : Robert Roberts
- Mark Pellegrino : Derwood Spinks
- Judith Hoag : Dr. Mindy Rinehart
- Loïs Foraker : Sylvia Jassy
- Bill Lee Brown : M. Rice
- Chasen Hampton : Donald Pankow

### Épisode 4:Millennium
- États-Unis : 28 novembre 1999 sur FOX
- France : 14 septembre 2000 sur M6

- États-Unis : 15,09 millions de téléspectateurs (première diffusion)

- Mitch Pileggi : Walter Skinner
- Lance Henriksen : Frank Black
- Brittany Tiplady : Jordan Black
- Holmes Osborne : Mark Johnson

- Cet épisode est un crossover avec la série télévisée Millennium, créée par la même équipe que X-Files.
- Cet épisode montre le premier véritable baiser entre Mulder et Scully, échangé à l'occasion du Nouvel An.
- Frank Black fait allusion au verset 18 du premier chapitre de l'Apocalypse aux agents Mulder et Scully via un pronostic sportif pour les mettre sur une piste. Plus tard dans l'épisode, une autre allusion plus subtile au même ouvrage et à MillenniuM est faite par la mise en scène : lorsque Frank Black fait face au nécromancien qui achève des préparatifs pour lui dans sa demeure, ce dernier consulte l'horloge à côté d'eux. L'heure indique explicitement 22h13, ce qui renvoie au verset 13 du chapitre 22 (« Je suis l'alpha et l'oméga, le premier et le dernier, le commencement et la fin. »[1]).

### Épisode 5:À toute vitesse
- États-Unis : 5 décembre 1999 sur FOX
- France : 21 septembre 2000 sur M6

- États-Unis : 12,71 millions de téléspectateurs (première diffusion)

- Rodney Scott : Tony Reed
- Scott Cooper : Max Harden
- Nicki Aycox : Chastity Raines
- Bill Dow : Dr. Charles Burks
- Tom Bower : le shérif Harden
- Ann Dowd : Mme Reed

### Épisode 6:Chance
- États-Unis : 12 décembre 1999 sur FOX
- France : 21 septembre 2000 sur M6

- États-Unis : 14,49 millions de téléspectateurs (première diffusion)

- Willie Garson : Henry Weems
- Ramy Zada : Joe Cutrona
- Alyson Reed : Maggie Lupone
- Shia LaBeouf : Richie Lupone
- Tony Longo : Dominic
- Marshall Manesh : M. Jank
- Nicholas Worth : M. Haas

### Épisode 7:Orison
- États-Unis : 9 janvier 2000 sur FOX
- France : 28 septembre 2000 sur M6

- États-Unis : 15,63 millions de téléspectateurs (première diffusion)

- Scott Wilson : le révérend Orison
- Nick Chinlund : Donnie Pfaster
- Steve Rankin : l'US Marshal Joseph Daddo
- Emilio Rivera : Brigham
- Lisa Kushell : la call girl

- Donnie Pfaster était déjà présent dans l'épisode Le Fétichiste de la 2e saison.
- La chanson que l'on peut écouter tout au long de l'épisode s'intitule Don't Look Any Further, de Dennis Edwards.
- Dans cet épisode, on apprend que Donald Pfaster est un démon sous forme humaine. Et il y est question d'hypnose.

### Épisode 8:Maleeni le Prodigieux
- États-Unis : 16 janvier 2000 sur FOX
- France : 28 septembre 2000 sur M6

- États-Unis : 16,18 millions de téléspectateurs (première diffusion)

- Ricky Jay : Maleeni / Herman Pinchbeck / Albert Pinchbeck
- Jonathan Levit : Billy LaBonge
- Robert LaSardo : Cissy Alvarez

### Épisode 9:La Morsure du mal
- États-Unis : 23 janvier 2000 sur FOX
- France : 12 octobre 2000 sur M6

- États-Unis : 13,86 millions de téléspectateurs (première diffusion)

- Michael Childers : le révérend Enoch O'Connor
- Beth Grant : Iris Finster
- Tracy Middendorf : Gracie O'Connor
- Eric Nenninger : Jared Chirp
- Randy Oglesby : le révérend Samuel Mackey

### Épisode 10:Délivrance,1repartie
- États-Unis : 6 février 2000 sur FOX
- France : 5 octobre 2000 sur M6

- États-Unis : 13,95 millions de téléspectateurs (première diffusion)

- Mitch Pileggi : Walter Skinner
- Rebecca Toolan : Teena Mulder
- Kim Darby : Kathy Lee Tencate
- Randall Bosley : Ed Truelove
- Megan Carletto : Amber-Lynn LaPierre
- Mark Rolston : Bud LaPierre
- Martin Grey : l'agent Flagler
- Spencer Garrett : Harry Bring

### Épisode 11:Délivrance,2epartie
- États-Unis : 13 février 2000 sur FOX
- France : 5 octobre 2000 sur M6

- États-Unis : 15,35 millions de téléspectateurs (première diffusion)

- Mitch Pileggi : Walter Skinner
- William B. Davis : l'homme à la cigarette
- Rebecca Toolan : Teena Mulder
- Mimi Paley : Samantha Mulder, jeune
- Stanley Aderson : Lewis Schoniger
- Megan Carletto : Amber-Lynn LaPierre
- Anthony Heald : Harold Piller
- Patience Cleveland : Arbutus Ray

- La tagline habituelle change en « believe to understand » (« croire pour comprendre »).
- Mulder regarde La Planète des singes.
- Dans cet épisode, Mulder arrive au terme de sa quête qui l'accaparait depuis ses 12 ans ; à savoir résoudre le mystère de la disparition de sa sœur.

### Épisode 12:Peur bleue
- États-Unis : 20 février 2000 sur FOX
- France : 12 octobre 2000 sur M6

- États-Unis : 16,56 millions de téléspectateurs (première diffusion)

- Judson Mills : adjoint Keith Wetzel
- Maria Celidonio : Chantara Gomez
- Dee Freeman : sergent Paula Guthrie

- Il s'agit d'un épisode-concept inspiré de l'émission américaine COPS dans laquelle on peut suivre en direct la traque de criminels par la police. En ce sens, il est tourné à la manière d'un documentaire en adoptant le point de vue de la caméra intégrée dans l'histoire et de son technicien présent dans la scène.
- Un détail de réalisation souligne l'artificialité de la mise en scène : même lorsque le cadreur est dans un environnement bruyant et éloigné des personnages qui discutent, les voix et dialogues demeurent propres et parfaitement audibles, comme s'ils restaient à proximité de l'appareil ou portaient un micro individuel pour s'enregistrer.
- Coïncidence ou référence explicite, lorsque Mulder et Scully montent à l'étage de la Maison du Crack dans les dernières minutes de l'épisode, on entend les hurlements du policier Wetzel qui se rapprochent, comme dans la scène finale du film d'horreur Le Projet Blair Witch sorti en 1999.

### Épisode 13:Maitreya
- États-Unis : 27 février 2000 sur FOX
- France : 19 octobre 2000 sur M6

- États-Unis : 15,31 millions de téléspectateurs (première diffusion)

- Krista Allen : Maitreya
- Jamie Marsh : Ivan Martinez
- Constance Zimmer : Phoebe
- Tom Braidwood : Melvin Frohike
- Dean Haglund : Richard Langly
- Bruce Harwood : John Byers
- Billy Ray Gallion : Retro

- L'écrivain de science-fiction William Gibson a coscénarisé l'épisode.
- L'avatar féminin peut rappeler en partie les combattantes Black Ops du jeu vidéo Half-Life, jeu de tir subjectif FPS mythique des années 1998-2000, un des plus vendus au monde.
- La scène de l'interrogatoire est un clin d’œil appuyé à celle de Basic Instinct.

### Épisode 14:Coup du sort
- États-Unis : 12 mars 2000 sur FOX
- France : 19 octobre 2000 sur M6

- États-Unis : 11,91 millions de téléspectateurs (première diffusion)

- Billy Drago : Orel Peattie
- James Morrison : Dr. Robert Wieder
- Cara Jedell : Lucy Wieder
- Kate McNeil : Nan Wieder
- Tom Dahlgren : Dr. Irving Thalbro

- Le titre original Theef n’est que le mot Thief mal orthographié et qui signifie « Voleur ». Le tueur n'a pas commis de faute d'orthographe mais voulu rendre hommage à sa défunte fille, qui l'écrivait mal.
- Le nom du médecin est orthographié différemment dans certaines scènes : Wieder sur la récompense au début, mais Weider sur l'ordinateur lors de la recherche dans les dossiers médicaux.
- L'épisode est dédié à la mémoire du président et directeur de l'exploitation de Twentieth Television, Rick Jacobson (1951-2000).

### Épisode 15:En ami
- États-Unis : 19 mars 2000 sur FOX
- France : 26 octobre 2000 sur M6

- États-Unis : 11,99 millions de téléspectateurs (première diffusion)

- Mitch Pileggi : Walter Skinner
- William B. Davis : l'homme à la cigarette
- Louise Latham : Marjorie Butters
- Tom Braidwood : Melvin Frohike
- Dean Haglund : Richard Langly
- Bruce Harwood : John Byers
- Michael Canavan : Cameron McPeck
- Jacqueline Schultz : Irene McPeck
- Cory Parravano : Jason McPeck

### Épisode 16:Chimère
- États-Unis : 2 avril 2000 sur FOX
- France : 26 octobre 2000 sur M6

- États-Unis : 12,89 millions de téléspectateurs (première diffusion)

- Mitch Pileggi : Walter Skinner
- Michelle Joyner : Ellen Adderly
- John Mese : le shérif Phil Adderly
- Wendy Schaal : Martha Crittendon

### Épisode 17:Existences
- États-Unis : 9 avril 2000 sur FOX
- France : 2 novembre 2000 sur M6

- États-Unis : 12,18 millions de téléspectateurs (première diffusion)

- Nicolas Surovy : Dr. Daniel Waterston
- Stacy Haiduk : Maggie Waterston
- Colleen Flynn : Colleen Azar
- Stephen Hornyak : Dr. Kopeikan

- C'est le premier épisode écrit et réalisé par Gillian Anderson.
- Cet épisode montre Scully s'endormant sur le canapé de Mulder et quittant son appartement au petit matin alors qu'il dort encore dans son lit, ce qui ouvre une piste sur leur relation amoureuse.

### Épisode 18:Nicotine
- États-Unis : 16 avril 2000 sur FOX
- France : 2 novembre 2000 sur M6

- États-Unis : 10,81 millions de téléspectateurs (première diffusion)

- Mitch Pileggi : Walter Skinner
- Richard Cox : Daniel Brimley
- Tobin Bell : Darryl Weaver
- Shannon O'Hurley : Anne Voss

### Épisode 19:Hollywood
- États-Unis : 30 avril 2000 sur FOX
- France : 9 novembre 2000 sur M6

- États-Unis : 12,88 millions de téléspectateurs (première diffusion)

- Mitch Pileggi : Walter Skinner
- Harris Yulin : le cardinal O'Fallon
- Paul Lieber : Micah Hoffman
- Tina M. Ameduri : Tina
- Bill Dow : Chuck Bucks
- Wayne Federman : lui-même
- Garry Shandling : lui-même
- Téa Leoni : elle-même
- André Fortin : un zombie danseur
- Bill Millar : le réalisateur
- Tim Rose : un zombie
- Barry K. Thomas : Sugar Bear

- C'est le second épisode écrit et réalisé par David Duchovny. C'est également un second clin d’œil et hommage à Ed Wood ainsi qu'à son travail, avec l'épisode Le Seigneur du magma (Jose Chung's From Outer Space en VO). Mulder et Scully regardent l'un de ses plus célèbres films : le nanar de science-fiction Plan 9 from Outer Space.

### Épisode 20:Doubles
- États-Unis : 7 mai 2000 sur FOX
- France : 9 novembre 2000 sur M6

- États-Unis : 11,7 millions de téléspectateurs (première diffusion)

- Jack McGee : Bob Damfuse
- Kathy Griffin : Betty Templeton / Lulu Pfeiffer
- Christopher Michael : Trusty
- Randall Cobb : Bert Zupanic
- Art Evans : Argyle Saperstein

### Épisode 21:Je souhaite
- États-Unis : 14 mai 2000 sur FOX
- France : 16 novembre 2000 sur M6

- États-Unis : 12,79 millions de téléspectateurs (première diffusion)

- Mitch Pileggi : Walter Skinner
- Paula Sorge : Jenn
- Kevin Weisman : Anson Stokes
- Paul Hayes : Jay Gilmore
- Will Sasso : Leslie Stokes

### Épisode 22:Requiem
- États-Unis : 21 mai 2000 sur FOX
- France : 16 novembre 2000 sur M6

- États-Unis : 15,26 millions de téléspectateurs (première diffusion)

- William B. Davis : l'homme à la cigarette
- Nicholas Lea : Alex Krycek
- Mitch Pileggi : Walter Skinner
- Leon Russom : l'inspecteur Miles
- Zachary Ansley : Billy Miles
- Andy Umberger : Chesty Short
- Laurie Holden : Marita Covarrubias
- Tom Braidwood : Melvin Frohike
- Dean Haglund : Richard Langly
- Bruce Harwood : John Byers
- Brian Thompson : le chasseur de primes extraterrestre